# 1128 (szám)
Az 1128 (római számmal: MCXXVIII) az 1127 és 1129 között található természetes szám.

## A szám a matematikában
A tízes számrendszerbeli 1128-as a kettes számrendszerben 10001101000, a nyolcas számrendszerben 2150, a tizenhatos számrendszerben 468 alakban írható fel.
Az 1128 páros szám, összetett szám. Kanonikus alakja 23 · 31 · 471, normálalakban az 1,128 · 103 szorzattal írható fel. Tizenhat osztója van a természetes számok halmazán, ezek növekvő sorrendben: 1, 2, 3, 4, 6, 8, 12, 24, 47, 94, 141, 188, 282, 376, 564 és 1128.
Az 1128 háromszögszám, hatszögszám, ikozaéderszám.
Az 1128 érinthetetlen szám: nem áll elő pozitív egész számok valódiosztóösszeg-függvényeként.

## Csillagászat
- 1128 Astrid kisbolygó